# Achyropsis
Achyropsis es un género de plantas de fanerógamas pertenecientes a la familia Amaranthaceae. Comprende 17 especies descritas y de estas, solo 6 aceptadas.

## Descripción
Son hierbas anuales o perennes o arbustos bajos con hojas enteras, opuestas. Inflorescencia espigadas, bracteadas, en el terminal del tallo y ramas, flores solitarias en las axilas de las brácteas. Flores hermafroditas. Fruto una cápsula de paredes delgadas con semillas globosas o ligeramente comprimidas, con endospermo abundante.

## Taxonomía
El género fue descrito por Benth. & Hook.f. y publicado en Genera Plantarum 3: 36. 1880.

## Especies aceptadas
A continuación se brinda un listado de las especies del género Achyropsis aceptadas hasta septiembre de 2012, ordenadas alfabéticamente. Para cada una se indica el nombre binomial seguido del autor, abreviado según las convenciones y usos. 
- Achyropsis avicularis (E.Mey. ex Moq.) Benth. & Hook.f. ex B.D.Jacks.
- Achyropsis filifolia C.C.Towns.
- Achyropsis fruticulosa C.B.Clarke
- Achyropsis gracilis C.C.Towns.
- Achyropsis laniceps C.B.Clarke
- Achyropsis leptostachya (E.Mey. ex Meisn.) Benth. & Hook.f. ex B.D.Jacks.